# Malabar, Florida
Malabar är en ort i Brevard County i delstaten Florida, USA.